# 埃默里 (南达科他州)
埃默里（英語：Emery），是美国南达科他州下属的一座城市。根据2010年美国人口普查，该市有人口454人。论人口在本州排行第129。